# Sabphora
Sabphora is een geslacht van halfvleugeligen uit de familie Aphrophoridae. De wetenschappelijke naam van dit geslacht is voor het eerst geldig gepubliceerd in 1942 door Matsumura.

## Soorten
Het geslacht Sabphora omvat de volgende soorten:
- Sabphora holonbairuna Matsumura, 1942
- Sabphora kuccharonis Matsumura, 1942
- Sabphora kusironis Matsumura, 1942
- Sabphora takagii (Matsumura, 1940)